# Sofie van Rooijen
Sofie van Rooijen (Driel, 13 de julio de 2002) es una deportista neerlandesa que compite en ciclismo en la modalidad de ruta. Ganó una medalla de oro en el Campeonato Europeo de Ciclismo en Ruta de 2024, en la prueba de ruta sub-23.

## Medallero internacional
| Campeonato Europeo | Campeonato Europeo | Campeonato Europeo | Campeonato Europeo |
| Año                | Lugar              | Medalla            | Competición        |
| ------------------ | ------------------ | ------------------ | ------------------ |
| 2024               | Limburgo (Bélgica) | Medalla de oro     | Ruta sub-23        |

## Palmarés
2024
- Drentse Acht van Westerveld
- Omloop van Borsele
- 1 etapa del Tour de la Princesa Anna Vasa
- Konvert Koerse
- Gran Premio Beerens
- Campeonato Europeo en Ruta sub-23